# Gerhard Wartenberg

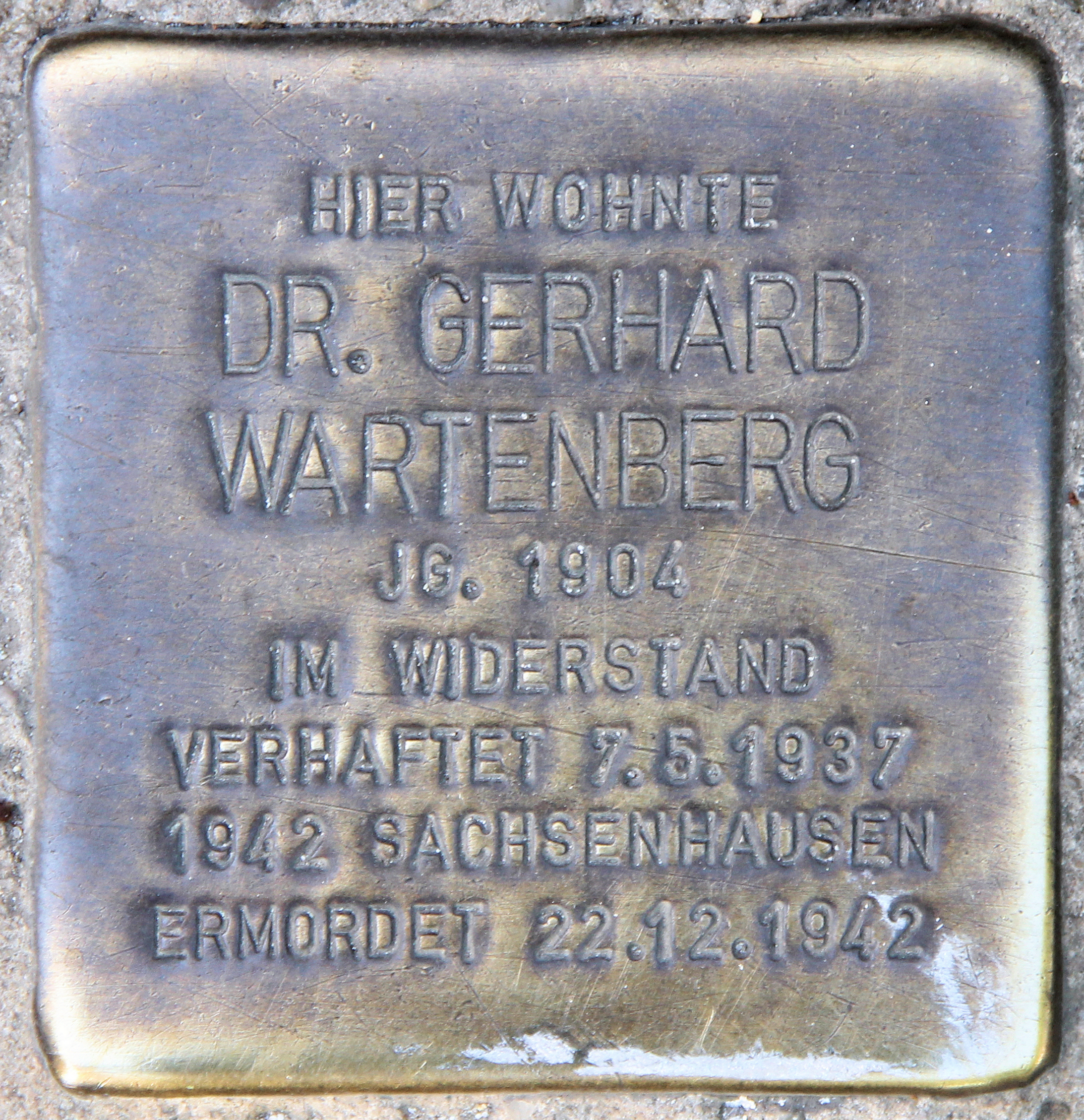
Placa escrita en honor a Wartenberg en la casa Alt-Tempelhof 9, en Berlín-Tempelhof.

Gerhard Wartenberg (seudónimo: "HW Gerhard") (1 de febrero de 1904, Tannroda, Turingia, Imperio alemán - Sachsenhausen, Tercer Reich, 22 de diciembre de 1942) fue un político y autor alemán de origen judío, organizador del Sindicato de Trabajadores Libres de Alemania (FAUD) y anarcosindicalista.

## Biografía
Después de su graduación en 1922 en la Oberrealschule en Leipzig, se graduó de la Universidad de Leipzig, un estudio de química, que se graduó en 1928 con un doctorado. Phil. Graduarse. En 1930 se casó, su hija Ilse nació el 29 de julio de 1931. Hasta la toma del poder por los nacionalsocialistas, la familia vivió en Berlín-Steglitz. 

### Carrera política
Trabajó como autor para la Juventud Sindicalista Anarquista de Alemania (SAJD), al que se unió cuando tenía 18 años después de graduarse. Se unió a la FAUD en 1927. Para el Gremio de amantes de los libros liberales, que estaba cerca de la FAUD, dio conferencias y luego asumió el liderazgo del gremio. Fue, entre otras cosas, editor de la revista Der Syndikalist, junto con Augustin Souchy, Max Winkler, Helmut Rüdiger y Fritz Köster. Además, Wartenberg publicó en el diario Erich Mühsams Fanal. En 1933 fue editor de la revista Die Internationale (segundo episodio). Además, fue editor de varios folletos. Con sus publicaciones, abogó por un movimiento obrero autónomo, que debería organizarse económica y políticamente en un sindicato fuerte alejado del Partido Comunista de Alemania (KPD) y el Partido Socialdemócrata de Alemania (SPD). En The Syndicalist No. 11 (16 de marzo de 1929), Wartenberg escribió que tal sindicato de trabajadores "no es un sindicato hablador, autocomplaciente, como algunos sindicalistas exigen, sino un sindicato revolucionario, vivo y comprensivo, como lo exige el anarcosindicalismo" es necesario.
En Leipzig fue editor de Der Bakunist. Revista de anarquismo científico y práctico (1926). Después de dos trabajos fallidos en diversas profesiones, se dedicó más intensamente a la escritura y el trabajo político, que conoció a Rudolf Rocker. A mediados de la década de 1932 fue miembro de la Comisión de Negocios de la FAUD y responsable editorial de las revistas The Syndikalist, de 1933 para el Arbeiterecho y de la revista FAUD-Die Internationale   .
El 20 de mayo de 1933, el tribunal del distrito de Mitte lo condenó a dos meses de prisión por violar la Ley de prensa y pedir desobediencia. Por lo tanto, fue ilegalmente a los Países Bajos en abril de 1933, donde Albert de Jong lo ayudó a evitar la persecución de los nacionalsocialistas. Después de eso, fue a Berlín por un corto tiempo, luego fue a la clandestinidad con sus padres en Leipzig. Fue arrestado el 31 de enero de 1935 y liberado el 23 de febrero de 1935. Dos años después, más de 200 miembros de FAUD fueron arrestados y la FAUD se vio obligada a operar ilegalmente. Debido a la preparación para la alta traición, Wartenberg fue sentenciado el 7 de abril de 1938 a cinco años de prisión. Se le negaron sus derechos civiles y su doctorado en la Universidad de Leipzig. El 21 de octubre de 1941, la oficina competente rechazó una petición de piedad presentada por la esposa de Wartenberg alegando que los anarcosindicalistas eran uno de los grupos más radicales, terroristas y un partido antiestatal. 

### Muerte
Gerhard Wartenberg murió a la edad de 38 años en el campo de concentración de Sachsenhausen, donde fue deportado después de su sentencia en 1942. La Gestapo informó a su esposa que murió de neumonía.

## Escritos
Gerhard Wartenberg escribió bajo los seudónimos HW Gerhard; Aegis y G. Berg. Las obras de Wartenberg se encuentran en la Biblioteca Estatal del Patrimonio Cultural Prusiano en Berlín.

## Literatura
- Siegfried Mielke (Hrsg.): Gewerkschafter in den Konzentrationslagern Oranienburg und Sachsenhausen. Biographisches Handbuch. Band 1. Seite 293–296. Edition Hentrich, Berlín 2002.
- Hartmut Rübner: Freiheit und Brot. Die Freie Arbeiter-Union Deutschlands. Eine Studie zur Geschichte des Anarchosyndikalismus. Über G. Wartenberg Seite: 85, 142, 144, 148 f., 150, 151, 153 f., 156, 165, 180, 183, 205 f., 213, 251, 267, 281, 287. Libertad Verlag, Potsdam 1994, ISBN 3-922226-21-3.

## Honores
- Die Initiative Stolpersteine an der B 96 verlegte 2009 einen Stolperstein vor der illegalen Unterkunft von Wartenberg in Alt-Tempelhof 9–11, Berlin-Tempelhof.